# Barfi (Brauch)

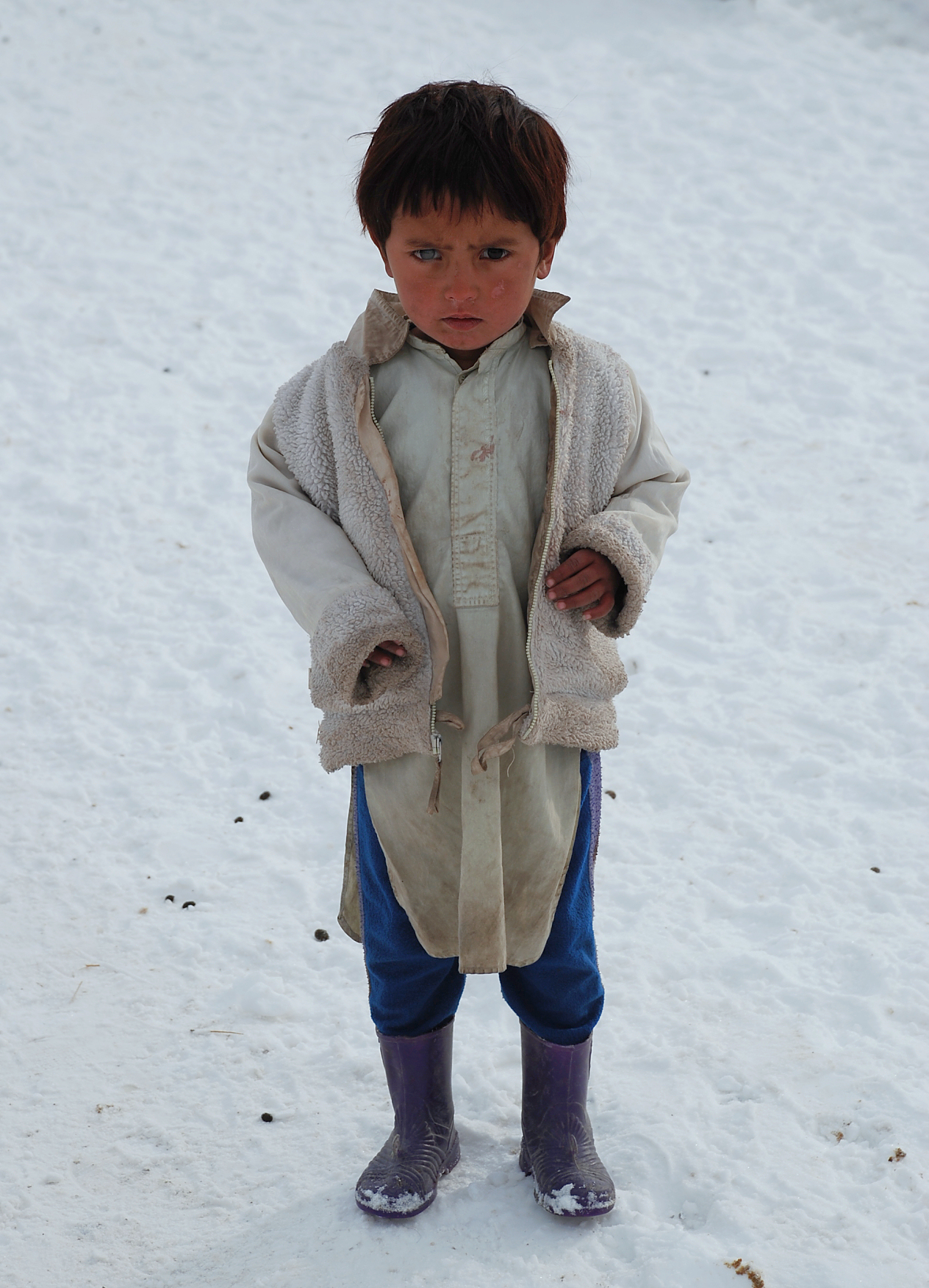
Afghanischer Junge im Schnee

Barfi  oder lang auch Barfi Kardan (deutsch Schneeüberraschung) ist ein Brauch zum ersten Schneefall in Afghanistan, vor allem in den nördlichen Provinzen Parwan, Kapisa, Pandschschir, Badachschan, Balch und besonders in Kabul.
Fällt der erste Schnee in Afghanistan, formen Kinder, aber auch Erwachsene Schneebälle, verpacken sie als Geschenk oder in einem Briefumschlag und versuchen diese Verwandten oder Nachbarn zu übergeben. Wird das Geschenk oder der Brief angenommen, muss der „Beschenkte“ ein Fest ausrichten. Kinder erhalten manchmal lediglich ein Geschenk. War der Streich erfolgreich, rufen sie:

„Barf me barad ba farman e elah,
barf e naw az maa wa barfi az shoma“

„Schnee fällt auf Geheiß Gottes
Der erste Schneefall kommt von mir und Barfi [hier: Party oder Geschenk] kommt von Dir.“

Durchschaut das Opfer aber den Streich, kann es dem Schenker mit Kohle das Gesicht schwarz malen und dieser muss das Fest ausrichten. Zudem muss er die Schadenfreude und das Gelächter der anderen ertragen.